# Dorper Rotte
Die Dorper Rotte war bis zum 19. Jahrhundert eine der untersten Verwaltungseinheiten im ländlichen Außenbezirk der  bergischen Stadt Elberfeld und des Kirchspiels Elberfeld im Kreis Elberfeld des Regierungsbezirks Düsseldorf innerhalb der preußischen Rheinprovinz. 
Laut der Statistik und Topographie des Regierungsbezirks Düsseldorf von 1832 gehörten zu der Rotte folgende Ortschaften und Wohnplätze: Am Eskesberg, Am Häuschen, Am Krötelnfeld, Am Ringelbusch, Am Schaafstall, Am Schliepershäuschen, Auf der Bergerheide, Auf der Schörre (als Schörren bekannt), Auf'm Dorp, Auf'm Falkenberg, Auf'm Hackland, Auf'm Lipkes-Katernberg, Auf'm Scheidt, In der Beek, In der Lohrenbeek und In der Verresbeek (als Varresbeck bekannt).